# Southern Manifesto

Segregação escolar nos Estados Unidos por estado antes de Brown v. Board of Education (1954).

A Declaração de Princípios Constitucionais (em inglês, Declaration of Constitutional Principles), conhecida informalmente como Southern Manifesto, foi um documento escrito em fevereiro e março de 1956, durante o 84º Congresso dos Estados Unidos, em oposição à integração racial de locais públicos. O manifesto foi assinado por 19 senadores e 82 representantes do sul dos Estados Unidos. Os signatários incluíam todas as delegações do Congresso do Alabama, Arkansas, Geórgia, Luisiana, Mississippi, Carolina do Sul e Virgínia, a maioria dos membros da Flórida e da Carolina do Norte e vários membros do Tennessee e do Texas. Todos eles eram dos antigos estados confederados. 97 eram democratas; 4 eram republicanos.
O Manifesto foi redigido para apoiar a reversão da decisão histórica da Suprema Corte de 1954 no caso Brown v. Board of Education, que determinou que a segregação das escolas públicas era inconstitucional. As leis de segregação escolar foram algumas das mais duradouras e mais conhecidas das leis Jim Crow que caracterizavam o Sul na época.
A “resistência em massa” às ordens judiciais federais que exigiam a integração escolar já estava sendo praticada em todo o Sul e não foi causada pelo Manifesto. O senador J. William Fulbright, do Arkansas, trabalhou nos bastidores para suavizar o rascunho original. A versão final não se comprometia a anular a decisão Brown nem apoiava a resistência extralegal à dessegregação. Em vez disso, tratava-se principalmente de um ataque aos direitos dos estados contra o poder judiciário por extrapolar seu papel.
O Manifesto do Sul acusou a Suprema Corte de “claro abuso do poder judicial” e prometeu usar “todos os meios legais para reverter essa decisão que é contrária à Constituição e impedir o uso da força em sua implementação”. Sugeriu que a Décima Emenda deveria limitar o alcance da Suprema Corte em tais questões. Os senadores da Bancada do Sul lideraram a oposição, com Strom Thurmond escrevendo o rascunho inicial e Richard Russell a versão final.
Três senadores democratas dos antigos estados confederados (todos com ambições presidenciais) não assinaram:
- Al Gore Sr. e Estes Kefauver, do Tennessee
- Líder da maioria no Senado, Lyndon Johnson, do Texas

Os seguintes representantes democratas dos antigos estados confederados também não assinaram:
- 16 dos 21 democratas do Texas, incluindo o Presidente da Câmara Sam Rayburn e o futuro Presidente da Câmara Jim Wright
- 1 dos 7 democratas do Tennessee
- 3 de 11 democratas da Carolina do Norte
- 1 dos 7 democratas da Flórida (Dante Fascell)

Além disso, nenhum dos 12 senadores americanos ou 39 representantes da Câmara dos Deputados dos Estados de Delaware, Maryland, Virgínia Ocidental, Kentucky, Missouri e Oklahoma assinaram o Manifesto, apesar de todos exigirem a segregação em seus sistemas de escolas públicas antes da decisão do caso Brown v. Board.
Havia sete deputados republicanos e três senadores de antigos estados confederados. Apenas quatro assinaram o Manifesto: Charles Jonas, da Carolina do Norte, William Cramer, da Flórida, Joel Broyhill e Richard Poff, da Virgínia.

## Principais citações
- “A decisão injustificada da Suprema Corte nos casos das escolas públicas está agora dando os frutos que sempre são produzidos quando os homens substituem a lei estabelecida pelo poder puro e simples.”
- “A Constituição original não menciona a educação. Nem a 14ª Emenda, nem qualquer outra emenda. Os debates que precederam a apresentação da 14ª Emenda mostram claramente que não havia intenção de que ela afetasse o sistema de educação mantido pelos Estados.”
- “Esse exercício injustificado de poder pela Suprema Corte, contrário à Constituição, está criando caos e confusão nos Estados mais afetados. Está destruindo as relações amistosas entre as raças branca e negra que foram criadas ao longo de 90 anos de esforço paciente das pessoas de bem de ambas as raças. Está plantando ódio e suspeita onde antes havia amizade e compreensão".[10]

## Signatários e não signatários
Em muitos estados do sul, a assinatura foi muito mais comum do que a não assinatura, com signatários incluindo todas as delegações do Alabama, Arkansas, Geórgia, Luisiana, Mississippi, Carolina do Sul e Virgínia. Os estados do sul que se recusaram a assinar estão listados abaixo.

### Senado dos Estados Unidos (em ordem estadual)
| Signatários | Não signatários |
| --- | --- |
| - John Sparkman (D-Alabama) - Lister Hill (D-Alabama) - J. William Fulbright (D-Arkansas) - John L. McClellan (D-Arkansas) - George A. Smathers (D-Flórida) - Spessard Holland (D-Flórida) - Walter F. George (D-Geórgia) - Richard B. Russell (D-Geórgia) - Allen J. Ellender (D-Luisiana) - Russell B. Long (D-Luisiana) - James O. Eastland (D-Mississippi) - John Stennis (D-Mississippi) - Samuel Ervin (D-Carolina do Norte) - W. Kerr Scott (D-Carolina do Norte) - Strom Thurmond (D-Carolina do Sul) - Olin D. Johnston (D-Carolina do Sul) - Price Daniel (D-Texas) - Harry F. Byrd (D-Virginia) - A. Willis Robertson (D-Virginia) | - Allen Frear (D-Delaware) - John J. Williams (R-Delaware) - Alben Barkley (D-Kentucky) - Earle Clements (D-Kentucky) - James Glenn Beall (R-Maryland) - John Marshall Butler (R-Maryland) - Stuart Symington (D-Missouri) - Thomas Hennings (D-Missouri) - Robert Kerr (D-Oklahoma) - Mike Monroney (D-Oklahoma) - Albert Gore Sr. (D-Tennessee) - Estes Kefauver (D-Tennessee) - Lyndon B. Johnson (D-Texas) - Harley M. Kilgore (D-Virginia Ocidental) - Matthew Neely (D-Virginia Ocidental) |

### Câmara dos Representantes dos Estados Unidos
| Alabama | Alabama |
| Signatários | |
| --- | --- |
| - George W. Andrews (D) - Frank W. Boykin (D) - Carl Elliott (D) - George M. Grant (D) - George Huddleston Jr. (D) - Robert E. Jones Jr. (D) - Albert Rains (D) - Kenneth A. Roberts (D) - Armistead Selden (D)                           | |
| Arkansas | |
| Signatários | |
| - Ezekiel C. Gathings (D) - Oren Harris (D) - Brooks Hays (D) - Wilbur D. Mills (D) - William F. Norrell (D) - James William Trimble (D)                                                                                                  | |
| Flórida | |
| Signatários | Não signatários |
| - Charles Edward Bennett (D) - William C. Cramer (R) - James A. Haley (D) - Syd Herlong (D) - D.R. "Billy" Matthews (D) - Paul G. Rogers (D) - Bob Sikes (D)                                                                              | - Dante Fascell (D) |
| Geórgia | |
| Signatários | |
| - Iris F. Blitch (D) - Paul Brown (D) - James C. Davis (D) - John James Flynt Jr. (D) - Tic Forrester (D) - Phil M. Landrum (D) - Henderson Lanham (D) - J. L. Pilcher (D) - Prince H. Preston (D) - Carl Vinson (D)                      | |
| Luisiana | |
| Signatários | |
| - Hale Boggs (D) - Overton Brooks (D) - F. Edward Hebert (D) - George S. Long (D) - James H. Morrison (D) - Otto E. Passman (D) - T. Ashton Thompson (D) - Edwin E. Willis (D)                                                            | |
| Mississippi | |
| Signatários | |
| - Thomas G. Abernethy (D) - William M. Colmer (D) - Frank E. Smith (D) - Jamie L. Whitten (D) - John Bell Williams (D) - Arthur Winstead (D)                                                                                              | |
| Carolina do Norte | |
| Signatários | Não signatários |
| - Hugh Q. Alexander (D) - Graham A. Barden (D) - Herbert C. Bonner (D) - Frank Carlyle (D) - Carl Durham (D) - Lawrence Fountain (D) - Charles R. Jonas (R) - Woodrow W. Jones (D) - George A. Shuford (D)                                | - Richard Chatham (D) - Harold D. Cooley (D) - Charles Deane (D) |
| Carolina do Sul | |
| Signatários | |
| - Robert T. Ashmore (D) - W.J. Bryan Dorn (D) - John L. McMillan (D) - James P. Richards (D) - John J. Riley (D) - L. Mendel Rivers (D)                                                                                                   | |
| Tennessee | |
| Signatários | Não signatários |
| - Ross Bass (D) - Jere Cooper (D) - Clifford Davis (D) - Joe Evins (D) - James B. Frazier Jr. (D) - Tom J. Murray (D) | - Howard Baker Sr. (R) - Percy Priest (D) - B. Carroll Reece (R) |
| Texas | |
| Signatários | Não signatários |
| - Wright Patman (D) - John Dowdy (D) - Walter Rogers (D) - O. C. Fisher (D) - Martin Dies Jr. (D) | - Jack Brooks (D) - Brady Gentry (D) - Sam Rayburn (D) - Bruce Alger (R) - Olin E. Teague(D) - Albert Thomas (D) - Clark W. Thompson (D) - Homer Thornberry (D) - William Poage (D) - Jim Wright (D) - Frank Ikard (D) - John J. Bell (D) - Joe Madison Kilgore (D) - J. T. Rutherford (D) - Omar Burleson (D) - George H. Mahon (D) - Paul Kilday (D) |
| Virginia | |
| Signatários | |
| - Edward J. Robeson Jr. (D) - Porter Hardy (D) - J. Vaughan Gary (D) - Watkins M. Abbitt (D) - William M. Tuck (D) - Richard Harding Poff (R) - Burr Harrison (D) - Howard W. Smith (D) - William Pat Jennings (D) - Joel T. Broyhill (R) | |